# Giuseppe Toniolo
Giuseppe Toniolo (Treviso, 7 marzo 1845 – Pisa, 7 ottobre 1918) è stato un economista e sociologo italiano, tra i protagonisti del movimento cattolico italiano.
Ha saputo proporre e realizzare in concreto la visione di un modello di organizzazione sociale cristianamente ispirato e fondato sul primato della sussidiarietà. È stato proclamato venerabile da Paolo VI il 7 gennaio 1971 e beatificato il 29 aprile 2012 da Benedetto XVI e dal cardinale Salvatore De Giorgi.

## Biografia
(Pietro Maffi)

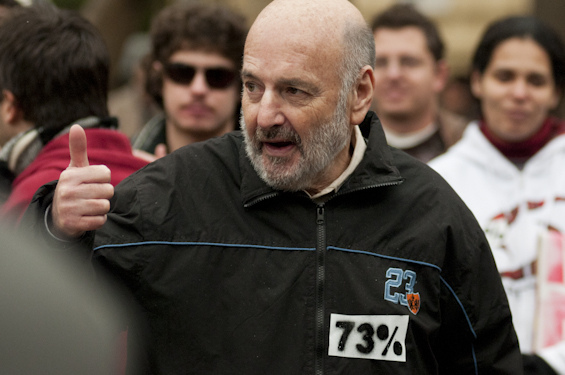
Giuseppe Toniolo da giovane

Nacque a Treviso, nella parrocchia di Sant'Andrea, nel 1845, da una famiglia della buona borghesia veneta. La famiglia si trasferì in varie città del Veneto per seguire il padre, ingegnere. Giuseppe frequentò le scuole medie nel collegio di Santa Caterina - poi "Marco Foscarini" - a Venezia. Proseguì gli studi alla facoltà di giurisprudenza dell'Università di Padova, dove i suoi maestri furono Fedele Lampertico e Angelo Messedaglia. Si laureò il 21 giugno 1867. Già l'anno seguente fu nominato assistente alla cattedra giuridico-politica dell'Università di Padova; nel 1873 conseguì la libera docenza in economia politica.
Fu dapprima insegnante presso l'istituto tecnico di Venezia, dal 1874; dopo una breve supplenza del Messadaglia all'Università di Padova, nel 1878 fu chiamato come professore straordinario di economia politica all'Università di Modena e Reggio Emilia. Rimase a Modena solo un anno: nel 1879 ottenne, grazie a un concorso, l'insegnamento della stessa disciplina all'Università di Pisa, città in cui rimase fino alla morte. Nel 1882 fu nominato professore ordinario nell'ateneo pisano. Toniolo tenne la cattedra di economia politica fino alla morte,  nel 1918.
Nel 1883 ebbe tra i suoi allievi a Pisa Werner Sombart, che divenne successivamente una delle massime autorità internazionali di economia politica.
Fondò nel 1893 a Pisa la «Rivista internazionale di scienze sociali e discipline ausiliarie», periodico scientifico che viene pubblicato ancora oggi.
Il 4 settembre 1878 sposò Maria Schiratti di Pieve di Soligo, dalla quale ebbe sette figli.
Giuseppe Toniolo morì nel 1918. Le sue spoglie riposano presso il Duomo di Santa Maria Assunta a Pieve di Soligo, in provincia di Treviso.

## Pensiero economico
Studioso dell'economia della Firenze medievale, Toniolo pensò di ritrovarvi un modello ancora valido ai suoi tempi: quello di una società in cui la cooperazione tra le varie corporazioni di arti e mestieri, avrebbe prodotto sia benessere per i lavoratori sia democrazia, in un'armonica civitas cristiana.

Assertore della libertà di commercio, Toniolo invece non era fautore della libera circolazione dei capitali, convinto com'era che la finanza fosse strumentale all'economia reale e non dovesse mai ridursi a mero mezzo di arricchimento, a tutto vantaggio dei pochi percettori di rendita.

## Il ruolo nel movimento cattolico
La figura di Giuseppe Toniolo occupa un posto importante nella storia del pensiero e dell'organizzazione del laicato cattolico. La sua azione risulta particolarmente importante perché fu svolta negli anni in cui - dopo la presa di Roma nel 1870 e prima del Concordato del 1929 - il Non expedit vietava ai cattolici la partecipazione diretta alla vita politica italiana, generando un vulnus democratico non indifferente. In questo senso, importante è stato anche il dialogo sempre cercato fra tutte le posizioni cattoliche, dalla meno transigente a quella più "pragmatica" di chi riteneva ormai possibile un'azione anche politica.
Nel dicembre 1889 Toniolo fondò a Padova l'«Unione cattolica di studi sociali», di cui fu il presidente; l'organismo tenne tre congressi: 1892 a Genova; 1894 a Milano e 1896 a Padova. In occasione del congresso di Milano, Toniolo formulò il primo programma sociale cristiano, chiamato Programma dei cattolici di fronte al socialismo (oggi noto come Programma di Milano, 3 gennaio 1894). Il “Programma di Milano” giunse a tre anni di distanza dall'enciclica Rerum Novarum di Leone XIII. Il Toniolo intendeva rilanciare i principî contenuti nell'enciclica: essa aveva avuto una ricezione iniziale molto favorevole, ma nei tre anni successivi gli animi si erano assopiti. Toniolo affermava la necessità di occuparsi della classe operaia per farla uscire dalla condizione di subalternità che la opprimeva. Proponeva coraggiosamente la ricostituzione degli enti morali ecclesiastici, incamerati dallo Stato, che per secoli avevano svolto una funzione essenziale nell'alleviare la miseria delle persone svantaggiate. Inoltre Toniolo suggeriva la realizzazione di una riforma agraria e sosteneva la necessità della creazione di associazioni operaie cattoliche. Per riassumere il suo programma in una frase coniò lo slogan: «Proletari di tutto il mondo unitevi in Cristo sotto il vessillo della Chiesa!».
Toniolo non fu mai propriamente impegnato nella sfera politica, ma fu tra i fondatori della Federazione Universitaria Cattolica Italiana (1896). Collaborò anche con l'Opera dei Congressi, inserito nella II Sezione (Economia sociale, diretta da Stanislao Medolago Albani).
La sua azione sociale fu contrassegnata da una profonda sintonia con il magistero ecclesiale. Inoltre, la sua formulazione del concetto cristiano di democrazia fu il punto di partenza di tutto il movimento della democrazia cristiana. Dopo lo scioglimento dell'Opera dei Congressi (1904), papa Pio X promosse la nascita di un nuovo organismo unitario e ne affidò la formazione al Toniolo. Egli riorganizzò l'azione dei laici cattolici nell'«Unione popolare».
Giuseppe Toniolo fu ispiratore e promotore della prima Settimana Sociale dei Cattolici Italiani, che tenne a battesimo nel 1907.
Nel 1918, prima di morire, convinse padre Agostino Gemelli a fondare un istituto cattolico di studi superiori. Gemelli fondò l'istituto nel 1920. Da esso, appena un anno dopo, prese vita l'Università Cattolica del Sacro Cuore di Milano.

## Opere
Il contributo di Giuseppe Toniolo agli studi economico-sociali è testimoniato da numerose pubblicazioni. Nei primi saggi è visibile l'interesse alle problematiche legate alla divisione del lavoro e alla distribuzione della ricchezza:
- Il quesito delle piccole imprese industriali nell'odierno momento storico. Saggio sulla economia delle piccole industrie, in Rassegna di Agricoltura, Industria e Commercio, a. II, vol. III, n 5, set. 1874, pp 346-358 (1874);
- Varie forme di rimunerazione del lavoro (1875);
- Lezioni sulla distribuzione della ricchezza (Verona, 1878);
- Il Salario (1878-1879).

Tra il 1881 e il 1893 sono predominanti gli interessi di storia economica:
- Scolastica ed Umanesimo nelle dottrine economiche al tempo del Rinascimento in Toscana, discorso inaugurale dell'anno accademico 1886-87;
- Remoti fattori della potenza economica di Firenze nel Medioevo, raccolti poi in
  - Vicende economiche del comune fiorentino dal 1378 al 1530, pubblicate nel 1889;
- Storia dell'economia sociale in Toscana (1890-91);
- La storia come disciplina ausiliaria delle scienze sociali (1890);
- La genesi storica dell'odierna crisi sociale-economica (1893), in cui indica come soluzione alla crisi il ritorno alla giustizia e alla carità nelle relazioni tra le classi, in obbedienza al magistero infallibile della Chiesa.

Dopo il 1893 Toniolo riprende le tematiche legate alla realtà contemporanea e al programma sociale cristiano, alternando studi di carattere applicato con interventi dottrinali, storici e critici, fino alle grandi sintesi di tipo sociologico:
- Programma sintetico di scienza sociale economica (1893);
- L'economia capitalistica moderna nella sua funzione e nei suoi effetti (1894);
- Le unioni rurali professionali (1894);
- Per la storia del movimento cooperativo (1895);
- Il concetto cristiano della democrazia (1897);
- La protezione internazionale dei lavoratori (1900);
- La democrazia cristiana (1900);
- Provvedimenti sociali popolari (1902).

Produce anche analisi storico-critiche sulla dottrina e sul movimento socialista che andava rapidamente giganteggiando:
- Le dottrine socialistiche nell'antichità classica e nel Medioevo (1899);
- Il socialismo nella cultura moderna (1900);
- Il socialismo nella storia della civiltà (1902);
- Il supremo problema della sociologia (1903);
- L'odierno problema sociologico (1905);
- Le premesse filosofiche e la sociologia contemporanea (1909).

Tra il 1908 e il 1921 furono pubblicati i primi tre volumi (Introduzione generale; Produzione; Circolazione) del suo Trattato di economia sociale. Quest'opera è considerata la sua più importante e quella che meglio riassume scientificamente la vastità della sua attività di studioso.
Nel 2012, in occasione della sua beatificazione, la casa editrice delle Banche di Credito Cooperativo Ecra ha stampato il libro “Per un miglior bene avvenire”. Scritti Scelti (1871-1900). Una raccolta di scritti, curata da Romano Molesti e con prefazione di Lorenzo Ornaghi, all'origine della cooperazione creditizia italiana.

## Culto e memoria

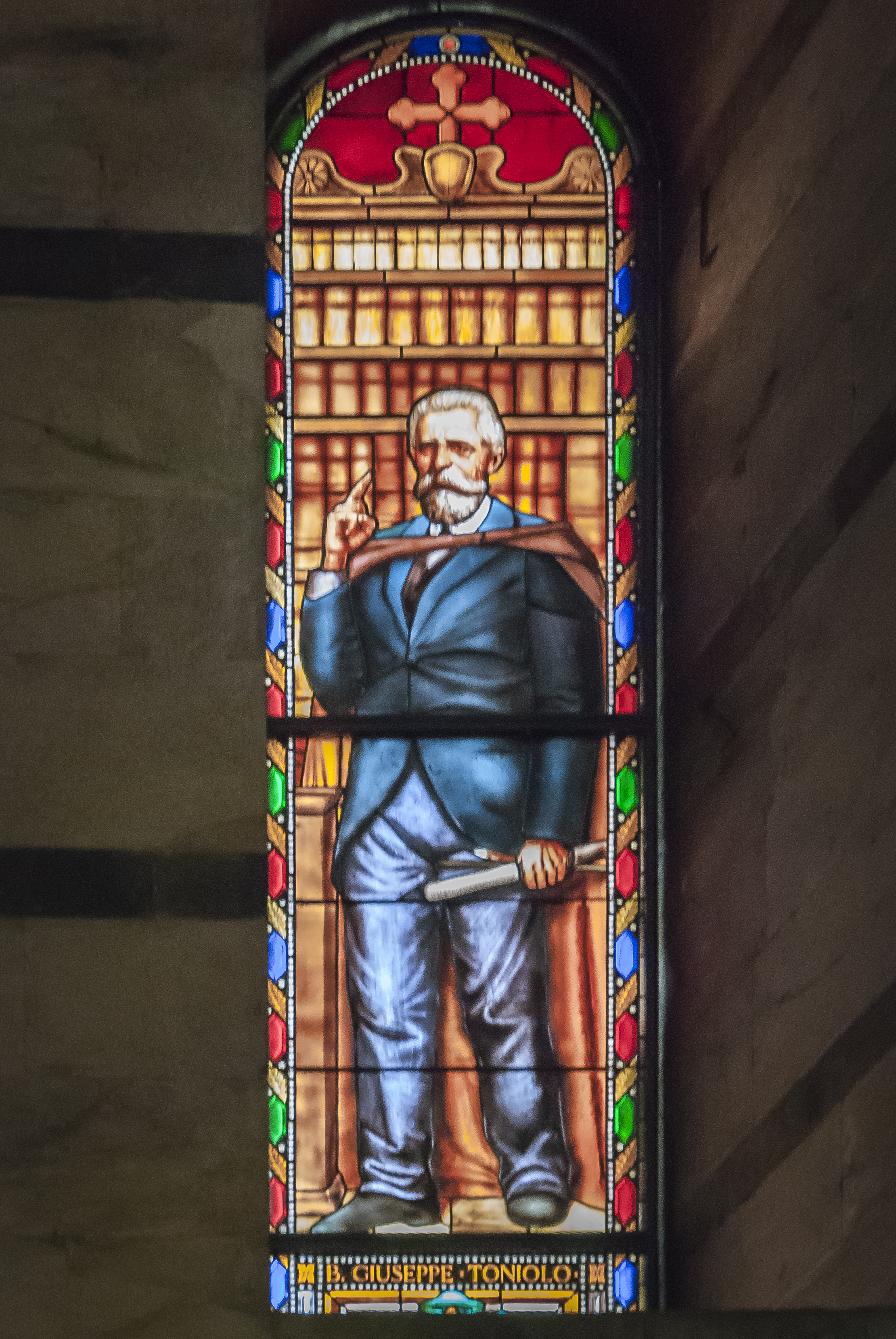
Il Beato Giuseppe Toniolo su una vetrata del Battistero di San Giovanni (Pisa)

Nel 1933, per desiderio della FUCI, fu avviato il processo di canonizzazione. Il 14 giugno 1971 papa Paolo VI lo dichiarò venerabile. Ai fini della beatificazione la Chiesa cattolica ha considerato miracolosa la guarigione di Francesco Bortolini che, nella notte tra sabato 3 e domenica 4 giugno 2006, a Barbisano, una frazione di Pieve di Soligo, era caduto da un'altezza di circa quattro metri sbattendo violentemente la testa. Soccorso immediatamente e portato all'ospedale Santa Maria dei battuti di Conegliano in terapia intensiva, era stato posto in coma farmacologico e dichiarato irrecuperabile. Domenica 11 giugno, mentre tutta la comunità di Pieve pregava per Francesco chiedendo l'intercessione del venerabile Toniolo, il giovane si era risvegliato, venendo dimesso poco tempo dopo dall'ospedale in buone condizioni. Una commissione di cinque medici dichiarò scientificamente inspiegabile l'accaduto, e il 14 gennaio 2011 papa Benedetto XVI riconobbe che la guarigione era un miracolo avvenuto per l'intercessione del venerabile Giuseppe Toniolo.
Il 20 settembre 2011, nel duomo di Pieve di Soligo, avvenne la ricognizione canonica del corpo di Giuseppe Toniolo. Erano presenti il vescovo di Vittorio Veneto Corrado Pizziolo, il vescovo emerito Alfredo Magarotto e il vescovo postulatore Domenico Sorrentino. Il corpo, ricomposto da tre medici della locale ULSS, fu posto in una nuova urna marmorea. Dopo una solenne celebrazione tenutasi in Duomo il 7 ottobre 2011 (nel 93º anniversario della morte), l'urna fu riposta dentro il suo sarcofago. Giuseppe Toniolo fu proclamato beato il 29 aprile 2012. La memoria liturgica è stata fissata al 4 settembre, data del matrimonio del beato con Maria Schiratti.

## Intitolazioni

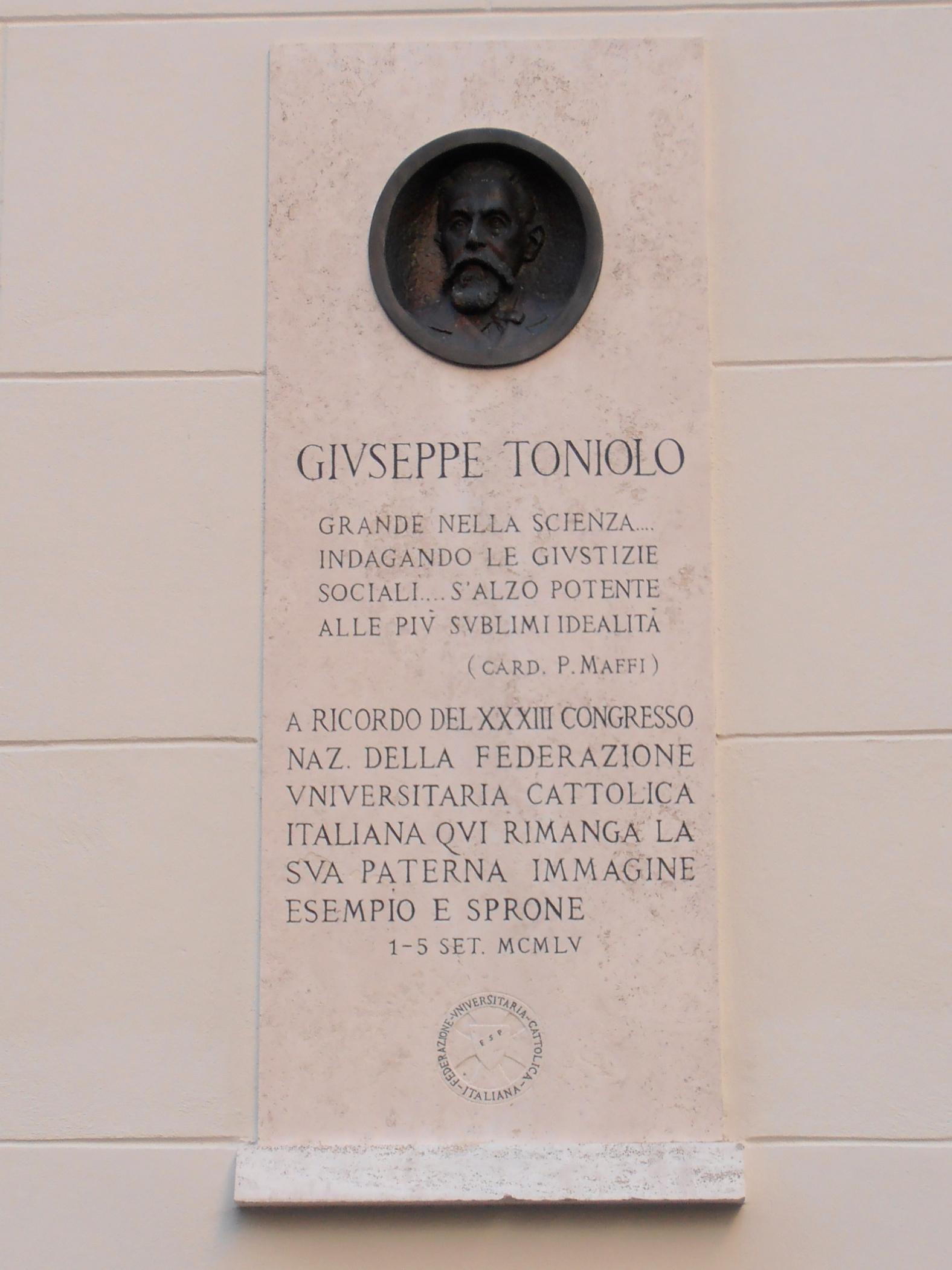
Targa per il 33º congresso della Federazione universitaria cattolica

Prima di morire, Giuseppe Toniolo affidò a padre Agostino Gemelli il compito di realizzare una «Università Cattolica».
Nel 1919 padre Gemelli, insieme ad altre eminenti personalità sotto il profilo culturale e religioso, Ludovico Necchi, Francesco Olgiati, Armida Barelli ed Ernesto Lombardo, fondano a Milano l'Istituto Giuseppe Toniolo di Studi Superiori, ente garante e fondatore dell'università. Il nuovo ateneo, denominato Università Cattolica del Sacro Cuore, è inaugurato ufficialmente il 7 dicembre 1921.
Per il contributo offerto da Giuseppe Toniolo come professore e come fautore dell'economia sociale cattolica cooperativistica, portata avanti dalle banche di credito cooperativo, due istituti sono stati intitolati a suo nome: la BCC "Giuseppe Toniolo" di Genzano di Roma e la BCC "Giuseppe Toniolo" di San Cataldo, in Sicilia.